# 1287 Lorcia
Lorcia (asteróide 1287) é um asteróide da cintura principal com um diâmetro de 22,3 quilómetros, a 2,8135504 UA. Possui uma excentricidade de 0,065166 e um período orbital de 1 907,08 dias (5,22 anos).
Lorcia tem uma velocidade orbital média de 17,16851089 km/s e uma inclinação de 9,83155º.
Esse asteróide foi descoberto em 25 de Agosto de 1933 por Sylvain Arend.